# Борски Свети Юр
Борски Свети Юр (на словашки: Borský Svätý Jur) е село в окръг Сеница, Търнавски край, западна Словакия. Населението му е 1608 души.
Разположено е на 174 m надморска височина, на 27 km западно от град Сеница. Площта му е 39,72 km². Кмет на селото е Юрай Смолар.